# 折毛事件
2022年6月，中文维基百科编辑者“折毛”伪造200多篇古俄罗斯历史相关条目的行为被集中揭露。該系列伪造事件被视作是开源网络史上最大规模的恶作剧之一，并引发了公众对维基百科公信力的质疑。折毛通常基于真实存在的人或事伪造条目，并使用机器翻译理解俄文资料，精心编造细节以填补翻译中的空白。为了让偽造的细节更真实，折毛屢次擴充與以往偽作相关的条目。经调查，折毛至少約2010年就開始編輯清朝历史相关条目，2012年开始涉及古俄罗斯历史相关条目，内容主要关于中世纪斯拉夫国家间的政治交互。十多年间，折毛冒充“俄罗斯历史学者”的“权威身份”，并注册马甲，得到维基百科社群信任，逃脱审查机制。
2022年6月中旬，中国大陆小说作者“伊凡”在问答网站知乎的贴文中揭露了这一骗局。其起先对折毛创建的中文維基百科條目“卡申银矿”深感兴趣，但在查证后发现参考文献的纰漏。6月17日，管理员封锁了折毛的中文维基百科账户，并同其他維基人清理相关条目。翌日，折毛在其英文维基百科的个人页面发布“道歉信”。

## 伪造过程和手段

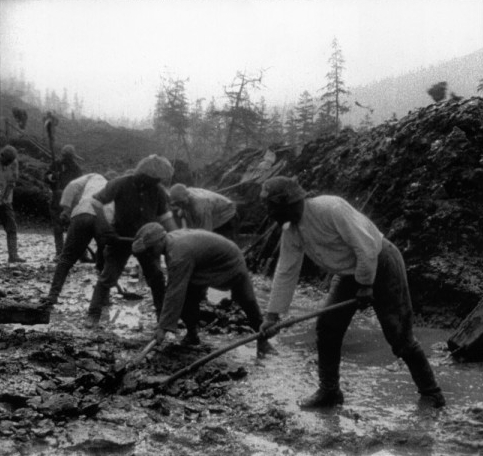
“折毛”主编的中文維基百科條目“远东华人强制流配”中使用的图片。尽管图片并非伪造，但条目存在虚假信息。条目曾被維基百科社群评为“典范条目”，后被翻译至維基百科的多個语言版本

折毛自2019年6月在維基百科註冊以來，在中文维基百科上创建了206个条目，进行了4,800次编辑，写下上百万字。中文維基百科社群把其中三篇主編条目评为“优良条目”，一篇（远东华人强制流配）评为“典范条目”，它們後來被翻译到英文、阿拉伯文和俄文维基百科。通过机器翻译，折毛在英文及俄文维基百科上创建了部分条目。折毛编撰的条目大多关于古俄罗斯历史。這些条目都引用了参考资料，但有些是虚假的。例如，折毛引用了索洛维约夫的《自远古以来的俄国史》中譯本——这本书的确存在，但折毛引用的中译本卻不存在；又如，折毛将卡申银矿的第三条引用文献标注为265页，但这本书只有176页。同时，折毛还通过自製地图、自制统计图表、使用伪照片等方法，使条目的细节更为完善。折毛伪造的最长条目是17世纪对俄罗斯产生深远影响的三次鞑靼大起义，并配有自己绘制的地图，其长度将近小说；另一篇条目介绍了所谓俄罗斯考古学家发现的罕见硬币。
经中文维基百科社群调查，折毛的前账号为“好学的菜鸟”，自2010年起对“谢振定”和“蘇四十三起義”等清朝历史相关条目造假。两年后，该账号开始虚构亚历山大一世的内容，并将伪造范围扩展到近代俄罗斯历史，内容主要围绕着中世纪的斯拉夫国家。同时，折毛的另一个前账号自2015年起用于造假俄罗斯帝国史。折毛后来承认，其伪造的文章是为了填补最初捏造的空白。
折毛以冒充学者身份的方式获得维基百科社群的信任，如自称父亲是驻俄羅斯外交官，自己是莫斯科国立大学的历史系副博士，嫁给了一个俄罗斯人，其个人资料中包括其虚构的丈夫提出有关2022年俄罗斯入侵乌克兰之联署请愿。同时，折毛还拥有至少四个马甲（中文维基百科社群称之为“傀儡账户”）。其使用这些账号自导自演，与主账号互动。基于以往的贡献，折毛被授予IP封禁豁免权限和巡查豁免权，前者意味着其不会受到IP封禁影响（即可以通过VPN編輯），後者意味着其创建的页面无须再经过巡查机制的检查。折毛被众多維基百科用户奉为该领域权威，并收到各类星章（維基百科用户赠予的荣誉）。
“人人可编辑”是维基百科的核心，这意味着維基百科用户可以随时创建或修改条目。维基百科要求其用户编辑时尽量引用可供查证的权威资料，以保证条目内容的中立性和可靠性。此外，巡查多针对新建的条目，并且仅是检查条目是否抄袭，以及是否有适当的来源。后续修改的准确性大都只能依靠编辑者的自觉。在中文世界中，关注古俄罗斯历史的人不多，涉及古俄罗斯的书籍非常少，相关文献寥寥无几。很多人不熟悉俄语，考证相关资料时只能凭借机器翻译，难度很大，更倾向于直接假定这些内容可信。折毛所撰条目参考文献很“充足”，并有良好的声誉，“让人难以起疑”。

## 发现
2022年6月中旬，中国大陆网友“伊凡”在創作小説《罗斯君王》時查詢到中文維基百科一篇名为“卡申銀礦”的條目，被其中的细节吸引。这篇条目的内容包括银矿的社会历史、土壤成分、提炼过程。出於谨慎，伊凡將这个条目發給自己所在的歷史討論群中詢問。一位群友认为“那是很假的东西”，与俄罗斯历史不符，随后开始寻找相关的资料，但始终没有找到这座银矿的记录。在证实卡申银矿确实不存在之后，伊凡在群里提醒大家不要相信。随后另一群員指出，卡申銀礦條目創建者折毛写的其他維基百科條目可能有問題：许多条目比俄文和英文维基百科更详细，很多事件和人物并不存在，夹杂在真实历史之间；有些看似正常的部分存在许多细节错误。後來，為避免其他人上當受騙，伊凡將折毛造假的消息发布到问答网站知乎。
事情被转发到中文维基百科志愿者互联交流群（简称“互联群”）后，出于折毛良好的声誉，很多群员对折毛写的条目深信不疑，认为伊凡的指责是“胡说”“攻击”。亦有少部分人产生怀疑，认为“不应当假定当事人（折毛）的自陈是真实的”。群员发现谷歌搜索中不能找到任何有關“卡申银矿”的结果，后经查证，發現条目的参考资料存在问题。中文維基百科編輯者“葉又嘉”随后对中文維基百科条目“卡申银矿”提出删除申请，希望能获得折毛本人的主动回应，但并未实现。鉴于事态严重性，中文维基百科管理员于6月17日封禁了折毛的中文維基百科賬號。6月18日，折毛在其英文维基百科的个人页面公布“道歉信”，稱自己既不是俄羅斯学者，也不会熟练使用英语和俄语。

## 后续
一批维基百科志愿者审查折毛主編的中文維基百科条目。其中所述主体真实的条目经修改与更正后被保留，而完全伪造的条目则被删除。部分伪造条目被收入维基百科恶作剧列表。在其他语言的维基百科中，折毛创建的英文条目“博罗夫斯克围城战”（Siege of Borovsk）被删除，俄文条目“斯摩棱斯克之围”（Осада Смоленска）经存废讨论后保留并被修改。一些人咨询了相关领域专家，以便将条目中的事实与虚构内容区分开来。折毛在讨论区回应了几位其他用户的疑问后，最终离开维基百科。几家媒体试图采访折毛，但未收到回应。一些中文维基百科的编辑们对自己支持折毛，以及参与破坏维基百科的声誉等行为表示遗憾。8月17日，中文维基百科社群与乌克兰等斯拉夫地区的維基百科社群展开合作，编写并改善关于泛斯拉夫地区的条目。
本次事件被多家媒体认为是维基百科，乃至开源网络史上最大规模的“惡作劇”与“破壞”之一。维基媒体基金会发言人在接受Vice采访时表示：“在维基百科上，涵括破坏条目在内的恶性行为会时不时发生，因正如其他开源网络平台般，任何人都能参与编辑。虽然如此，这种特定类型的破坏行为却并不常见。”Engadget将该事件与2007年的Essjay事件相提并论，在那次风波中，维基百科的编辑同样伪造了他们的专业知识。
维基百科的可靠性因此受到质疑。端传媒提出“自由编辑的特色会否令（维基百科）平台成为假信息、假新闻流通的平台”的疑问。中国共青团北京市委的机关报《北京青年报》评论，此事件“颠覆了人们对知识、文化和科学的认知”。该报还批评中文维基百科的监管和审核太少，维基百科的开放运作方式使其权威性难以保证。李知化（化名）在接受《南方周末》的采访时认为，维基百科的编辑机制没有问题，问题在于编辑的人，编辑们需要提高查验的能力。同时，该报还以“王俊伊事件”为例，说明其他网络百科平台上同类事件也不在少数。
Vice与杭州网认为，折毛主編的条目环环相扣，逻辑自洽，形成了一个可以独立存在的体系。基于条目的质量，Literary Hub和Engadget等出版商以及部分网民评论说，折毛没有将其作品作为独立的小说出版，错失良机。Sixth Tone、Literary Hub与Psychologies等网络媒体将折毛稱为“中国博尔赫斯”。

## 外部連結
- （简体中文） 知乎上指出相關條目疑似造假之相關討論 （页面存档备份，存于）